# Gelawdewos
Gelawdewos ("Claudius"; 1521/1522 – 23 de marzo de 1559) fue Emperador (nombre de trono Asnaf Sagad I (ገላውዴዎስ), "ante el que el horizonte se inclina" o "las más remotas regiones se inclinan"; 3 de septiembre de 1540– 23 de marzo de 1559) de Etiopía, y un miembro de la Dinastía Salomónica. Era el hijo más joven de Dawit II con Sabla Wengel.

## Vida
Su reinado estuvo dominado por la lucha con Ahmad ibn Ibrahim al-Ghazi durante la guerra entre abisinios y el Sultanato de Adel hasta la derrota y muerte de Ahmad en la Batalla de Wayna Daga el 21 de febrero de 1543. Gelawdewos dedicó energía y tiempo a reunir a su pueblo contra Ahmad, una determinación que sus cronistas consideran que evitó que las conversiones forzadas de Ahmad fueran permanentes. Con la muerte de Ahmad, Gelawdewos fue capaz, no sólo de expulsar a las fuerzas mulsumanas descabezadas de las Tierras Altas etíopes, sino también de las tierras bajas orientales, que incluían el Sultanato de Dawaro y Bale. También prestó atención a los numerosos Etíopes que se habían pasado al bando del Imán, bien voluntariamente o para salvarse. Mientras algunos se presentaron a Gelawdewos esperando ser perdonados sólo para ser ejecutados, concedió salvoconducto a muchos otros, según Miguel de Castanhoso, "ya que había tantos [que se habían unido al Imán] que si hubiera ordenado matar a todos, habría quedado sólo."
Aun así, mientras hacía campaña contra los Agaw en Gojjam (1548), Nur ibn Mujahid invadió nuevamente Etiopía. El vasallo de Gelawdewos, Fanu'el consiguió rechazarlos, pero el Emperador lanzó un ataque a territorios musulmanes, saqueando el campo para seis meses. Llegó a capturar Harar, donde Barakat ibn Umar Din del Sultanato de Adel fue asesinado, el último miembro de la dinastía Walashma.
Según una Harari crónica, Gelawdewos fue asesinado en batalla. "Al comienzo del combate Galawdéwos fue alcanzado por una bala, pero continuado luchando hasta que fue rodeado por un escuadrón de caballería Harari, que le golpeó fatalmente con sus lanzas," según Pankhurst. El Emir Nur hizo enviar la cabeza del Emperador al país de Sa'ad ad-Din II, y partió a saquear territorio etíope antes de regresar casa. El explorador Richard Francis Burton cuenta una historia ligeramente diferente, añadiendo que Gelawdewos había estado supervisando la restauración de Debre Werq cuando recibió un mensaje de Emir Nur desafiándole para combatir. Cuando el Emperador encontró al Emir, un sacerdote advirtió que el ángel Gabriel le había dicho que Gelawdewos arriesgaría innecesariamente su vida—lo que provocó que la mayoría del ejército etíope huyera.
Según G. W. B. Huntingford, el cuerpo de Gelawdewos fue enterrado en Tadbaba Maryam cerca de Sayint y su cabeza, que fue llevada de vuelta a Etiopía por unos comerciantes, enterrada en Ensaqya (ahora en Antsokiyana Gemza) en la Tumba de San Gelawdewos.

## Relaciones exteriores
El primer problema de relaciones exteriores que Gelawdewos tuvo que tratar tras su victoria en Wayna Daga fue João Bermudes, un sacerdote portugués a quien su padre había enviado al extranjero como embajador para asegurar la ayuda portuguesa. Bermudes se había presentado en Europa como el legítimo Patriarca de Etiopía (o Abuna), y una vez  regresó a Etiopía, afirmó haber sido nombrado por el Papa Paulo III como Patriarca de Alejandría. Una carta datada el 13 de marzo de 1546 de Juan III de Portugal al Emperador Gelawdewos, traducida por Whiteway, es una respuesta a una carta perdida donde el gobernante etíope preguntaba, en esencia, "¿Quién es este tal João Bermudes? ¿Y por qué se comporta tan irresponsablemente?" La respuesta del rey Juan fue franca:
Según el propio relato de Bermudes de su estancia en Etiopía, a comienzos del reinado de Gelawdewos fue desterrado a Gafat, al sur del Nilo Azul (Amhárico Abbay), el primero de varios exilios que terminaron cuando Bermudes abandonó Etiopía. Este destierro probablemente siguió a la recepción de la carta de Gelawdewos por Juan III.
En la misma carta, el rey Juan prometió enviar sacerdotes más dignos que Bermudes, y durante su reinado dos grupos diferentes de misioneros jesuitas llegaron a Etiopía. El primer grupo llegó el 7 de febrero de 1555 para determinar el estado del país y si los Etíopes recibirían bien un Patriarca nominado por la iglesia católica. Gelawdewos les recibió, pero no les dio ningún ánimo. El segundo grupo desembarcó en marzo de 1557, y estaba encabezado por Andrés de Oviedo, que había sido hecho obispo titular de Niza. Gelawdewos les recibió justo antes de iniciar su campaña contra Nur ibn Mujahid pero no les hizo ninguna promesa.
En respuesta a sus argumentos, Gelawdewos escribió su Confesión, que defendía el Miafisismo de la Iglesia ortodoxa de Etiopía. Según Richard Pankhurst, la confesión ayudó a sus hermanos etíopes a proseguir "su adhesión a la observancia del Sabbath, la circuncisión, y la prohibición en contra cerdo y otras comidas 'impuras'."
El acceso de Etiopía al mundo exterior fue severamente cercenado durante su reinado en 1557 cuándo el imperio Otomano conquistó Massawa. De ahí en adelante, dignitarios y misioneros tuvieron que viajar disfrazados para evitar a las autoridades musulmanas. Esto también permitió a los Otomanos bloquear la importación etíope de armas de fuego.

### Trabajos citados
- Whiteway, Richard (1902). The Portuguese Expedition to Abyssinia in 1541–1543 as Narrated by Castanhoso. Hakluyt Society.

## Lectura complementaria
- Richard K. P. Pankhurst. Las Crónicas Reales etiópicas. Adís Abeba: Oxford Prensa Universitaria, 1967.

| Precedido por Dawit II | Emperador de Etiopía 1540–1559 | Sucedido por Menas |

- Datos: Q887847